# Tostlamantla
Tostlamantla är en ort i Mexiko.   Den ligger i kommunen Calnali och delstaten Hidalgo, i den sydöstra delen av landet, 170 km norr om huvudstaden Mexico City. Tostlamantla ligger 1 372 meter över havet och antalet invånare är 226.
Terrängen runt Tostlamantla är kuperad åt sydväst, men åt nordost är den bergig. Runt Tostlamantla är det ganska glesbefolkat, med 43 invånare per kvadratkilometer. Närmaste större samhälle är Calnali, 4,6 km sydost om Tostlamantla. I omgivningarna runt Tostlamantla växer i huvudsak städsegrön lövskog.